# Министерство сталелитейной промышленности Индии
Министерство сталелитейной промышленности Индии отвечает за разработку всей политики в отношении производства стали, распределение и ценообразование в Индии. 

## Функции Министерства
- Координация данных из различных источников для роста металлургической промышленности
- Разработка политики в отношении производства, ценообразования, распределения, импорт и экспорт железа и стали и ферросплавов
- Планирование и разработка и оказание помощи всей металлургической промышленности в стране
- Развитие промышленности, связанной с железной рудой, марганцевой рудой, огнеупорами и другими необходимыми аспектами сталелитейной промышленности